# Вернер Юнк
Вернер Юнк (нім. Werner Junck; 28 грудня 1895, Магдебург — 6 серпня 1976, Мюнхен) — німецький воєначальник, генерал-лейтенант люфтваффе. Кавалер Лицарського хреста Залізного хреста.

## Біографія
Після початку Першої світової війни 10 серпня 1914 року вступив добровольцем в 4-й польовий артилерійський полк, командував взводом, ротою. У березні-грудні 1916 року пройшов льотну підготовку в 8-му навчальному авіазагоні в Грауденці. З 17 січня 1917 року — льотчик 33-го польового авіазагону, з 12 лютого 1917 року — льотчик, з 4 квітня 1918 року — командир 8-ї винищувальної ескадрильї. Всього за час бойових дій здобув 5 перемог.
В 1920-23 служив в піхоті. 31 травня 1923 року звільнений у відставку. З 1 червня 1923 по 31 грудня 1924 року працював представником німецьких авіатранспортних фірм в Колумбії і Венесуелі. 1 січня 1925 року призначений начальником секретної школи винищувальної авіації рейхсверу, яка розміщувалася в Липецьку. В 1927-30 роках — головний пілот авіафірми «Альбатрос», в 1930-31 роках в складі німецької військової місії перебував в Болівії. З 1931 року — головний пілот і начальник випробувального відділу авіаконструкторської фірми «Heinkel». 1 липня 1934 року вступив на службу в люфтваффе і був зарахований в Командне управління. З 1 серпня 1935 року — командир авіагрупи «Шверін», с 12 березня 1936 року — 1-ї групи 165-ї ескадри (Кітцінген), з 1 жовтня 1936 року — начальник випробувальної служби в Рехліні. 1 березня 1937 року очолив відділ LC II (розвиток) Технічного управління Імперського міністерства авіації. З 1 квітня 1938 року — командир 334-ї (пізніше 53-ї винищувальної ескадри).
З 1 лютого 1939 року — генерал-інспектор винищувальної авіації. З 5 червня 1940 року — командир винищувальної авіації 3. 1 травня 1941 року призначений начальником спеціальної команди «Юнк», в зоні відповідальності якої знаходився Ірак. Планувалася, що Юнк очолить з'єднання люфтваффе, які будуть діяти проти британців на підтримку пронімецького уряду Іраку. 1 серпня 1941 року призначений командиром винищувальної авіації в Німецькій бухті. З 1 травня 1942 року — командир винищувальної дивізії «Центр» (з 1 жовтня 1942 року — 3-тя винищувальна дивізія). 8 вересня 1943 року переведений в розпорядження штабу 3-го повітряного флоту. 15-30 вересня 1943 року командував 4-ю винищувальною дивізією. З 15 жовтня 1943 року — командир 2-го винищувального корпусу. 1 липня 1944 року відсторонений від посади і зарахований в резерв ОКЛ, а 31 грудня 1944 року звільнений у відставку.

## Звання
- Лейтенант (30 вересня 1915)
- Оберлейтенант запасу (31 травня 1923)
- Гауптман (1 липня 1934)
- Майор (1 квітня 1935)
- Оберстлейтенант (1 квітня 1937)
- Оберст (1 жовтня 1939)
- Генерал-майор (1 квітня 1943)
- Генерал-лейтенант (1 грудня 1944)

## Нагороди
- Залізний хрест 2-го і 1-го класу
- Нагрудний знак військового пілота (Пруссія)
- Нагрудний знак «За поранення» в чорному — був тричі поранений.
- Пам'ятний знак пілота (Пруссія)
- Почесний хрест ветерана війни з мечами
- Нагрудний знак пілота
- Медаль «За вислугу років у Вермахті» 4-го класу (4 роки)
- Застібка до Залізного хреста 2-го і 1-го класу
- Авіаційна планка винищувача
- Лицарський хрест Залізного хреста (9 червня 1944)
- Почесний голова Товариства льотчиків-винищувачів (1960)